# Flow Hive
Flow Hive é uma colmeia concebida para permitir que o mel seja extraído de forma mais fácil, simplesmente girando uma maçaneta: a colmeia não precisa ser aberta,  e as abelhas não são perturbadas como na extração normal. O sistema é uma pequena mudança na parte da melgueira dacaixa da colmeia de Langstroth; o restante do sistema parece ser igual.

Esquema mostrando como as células de fluxo da colmeia se deslocam durante a coleta de mel, permitindo que o mel flua livremente.

As armações contêm um silicone alveolar de plástico parcialmente formado com aberturas verticais. As abelhas preenchem essas lacunas com cera de abelha e as células com mel. Quando o mecanismo das molduras é ativado, as lacunas verticais são compensadas pela metade de uma célula, quebrando a cobertura de cera e permitindo que o mel flua através das células para um canal na base de cada moldura e para fora em um recipiente de coleta. O sistema é reiniciado e as abelhas retiram a tampa e reabastecem as células, reiniciando o processo. Alguns críticos questionam o uso de plástico,  embora a base de plástico seja comumente usada na apicultura convencional. O Flow Hive usa um plástico livre de BPA e BPS, permitindo que as abelhas produzam seu próprio favo de cera natural no ninho de cria.
O design foi plagiado/copiado pela TapComb chinesa (empresa de fachada registrada nos EUA). O co-inventor Cedar Anderson disse que esta cópia infringia claramente suas patentes, que cobrem todos os designs que dividiram células para drenar o mel. A TapComb deixou de ser negociada no final de 2018.

## Campanhas de financiamento colaborativo (crowdfunding)
O sistema Flow Hive foi inventado na Austrália por Cedar Anderson e seu pai Stuart Anderson. Em fevereiro de 2015, eles lançaram uma campanha na plataforma de crowdfunding Indiegogo na esperança de arrecadar US $ 70.000 para um molde de injeção personalizado. Em vez disso, eles levantaram mais de $ 12 milhões e receberam quase 25.000 pedidos de mais de 130 países. A campanha bateu vários recordes para o Indiegogo, tornando-se a campanha de maior sucesso até então. Em março de 2018, 51.000 pedidos foram enviados.
O Flow Hive 2, que incluiu uma série de pequenas melhorias, foi lançado por meio de outra campanha de crowdfunding (financiamento colaborativo) no início de 2018. A segunda campanha arrecadou US $ 1,1 milhão.

## Reação do mercado
Houve críticas especulativas ao design feitas por jornalistas apicultores e blogueiros durante a primeira campanha do Indiegogo.
- Uso de pente de plástico : Alguns  criticaram o uso de pentes de plástico na Colmeia de Fluxo; no entanto, as fundações de plástico são comumente usadas na apicultura convencional hoje. Além disso, a Flow Hive usa um plástico certificado para alimentos apenas no super mel, o que permite que as abelhas produzam seu próprio favo de cera natural no ninho de cria. Isso também permite uma mistura saudável da apicultura tradicional e moderna, bem como a manutenção de um sistema alimentar seguro.
- Cristalização : especialmente em climas mais frios, o mel pode engrossar ou cristalizar, impedindo que o mel flua.[9] Se isso impedir a operação do mecanismo Flow Hive, pode ser resolvido esperando que as abelhas removam o mel cristalizado ou mergulhando a estrutura em água para dissolvê-la.[10]
- Promoção como 'mel na torneira' : Nos primeiros anúncios da Flow Hive, ela era comercializada como uma forma de retirar o mel “sem incomodar as abelhas”. Muitos apicultores experientes questionaram isso, pois disseram que isso promovia a falta de manutenção das colmeias. As colmeias requerem manutenção e observação regulares para verificar a existência de doenças e outros problemas que possam surgir. Cedar Anderson respondeu às críticas, mudando a forma como o Flow Hive era comercializado e especificando que tudo o que muda com o sistema Flow Hive é o processo de colheita do mel, e que o resto do processo de apicultura deve permanecer o mesmo.[11][12][13]

Em 2016, enquanto alguns apicultores foram críticos, outros notaram que o Flow Hive simplificaria a árdua prática de extração de mel, especialmente para pequenos apicultores porque equipamentos caros de extração (centrífuga, filtros) não seriam necessários.
Também parece ser um bom ponto de partida para novos apicultores  porque simplifica a cobrança e, conforme observado, economiza custos.

### Impacto na apicultura amadora
Na Austrália, um rápido aumento de novos sócios ingressando em clubes de apicultura existentes em 2017, o limite de novas adesões por alguns clubes e o estabelecimento de pelo menos um novo clube foram atribuídos ao Flow Hive.

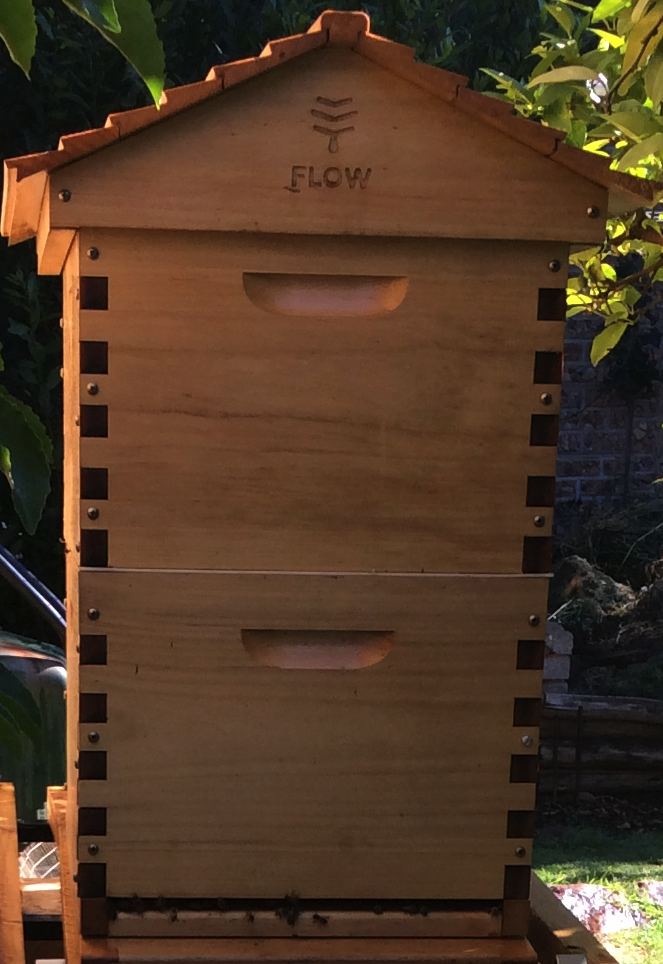
Colmeia australiana com caixa de criação e telhado inclinado característico
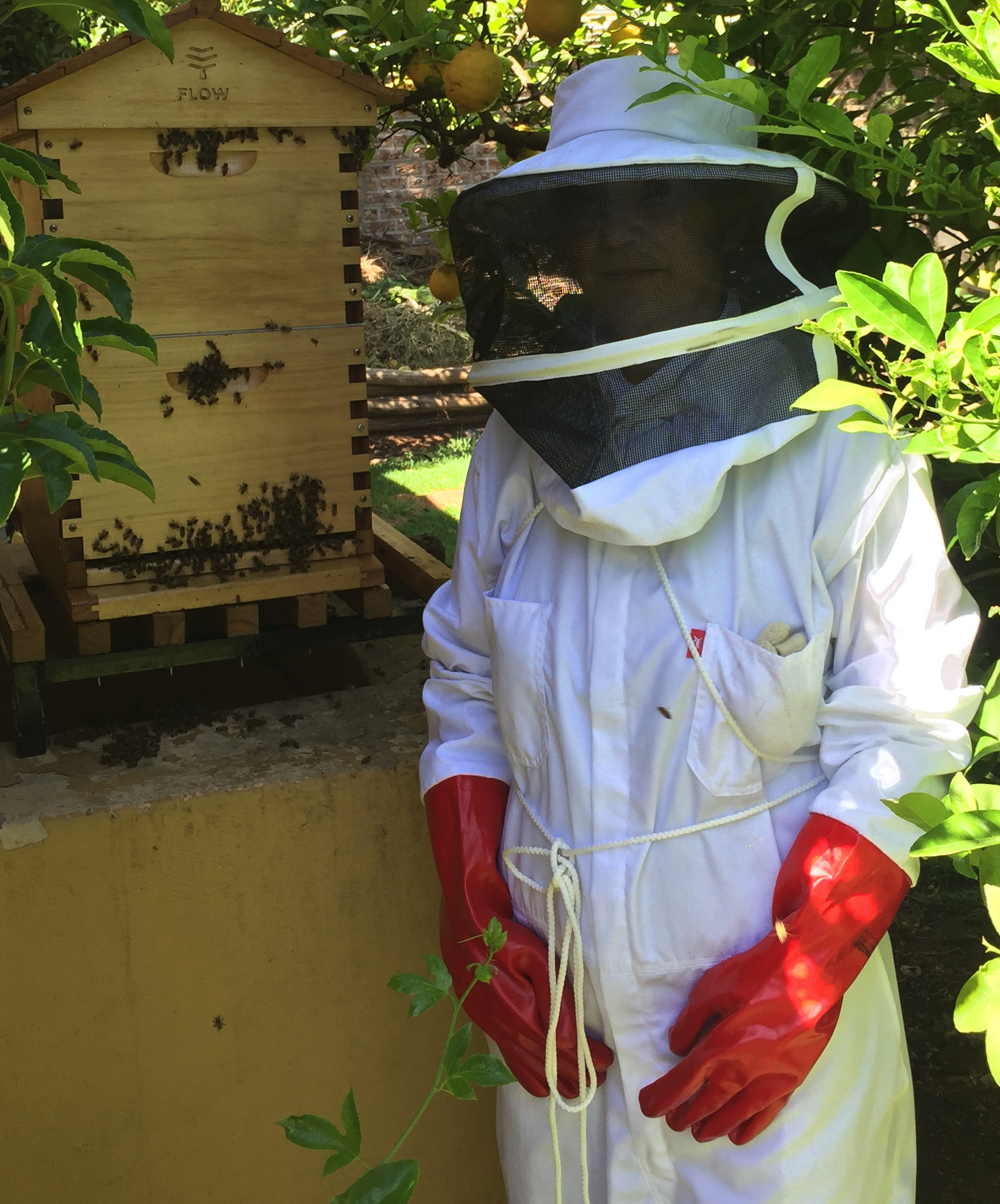
Apicultor próximo a uma colmeia